# Mazda EZ-60
Le Mazda EZ-60 est un SUV crossover de taille moyenne produit par Mazda en partenariat avec Changan Mazda.
Le modèle est disponible en Chine puis sera commercialisé en Europe avec un groupe motopropulseur 100% électrique à batterie (BEV) et électrique avec prolongateur d'autonomie thermique (EREV).
L'EZ-60 reprend les lignes du concept Mazda Arata présenté au Salon de l'auto de Pékin 2024.
Il s'inscrit dans le style Kodo de Mazda, “Soul of Motion”.

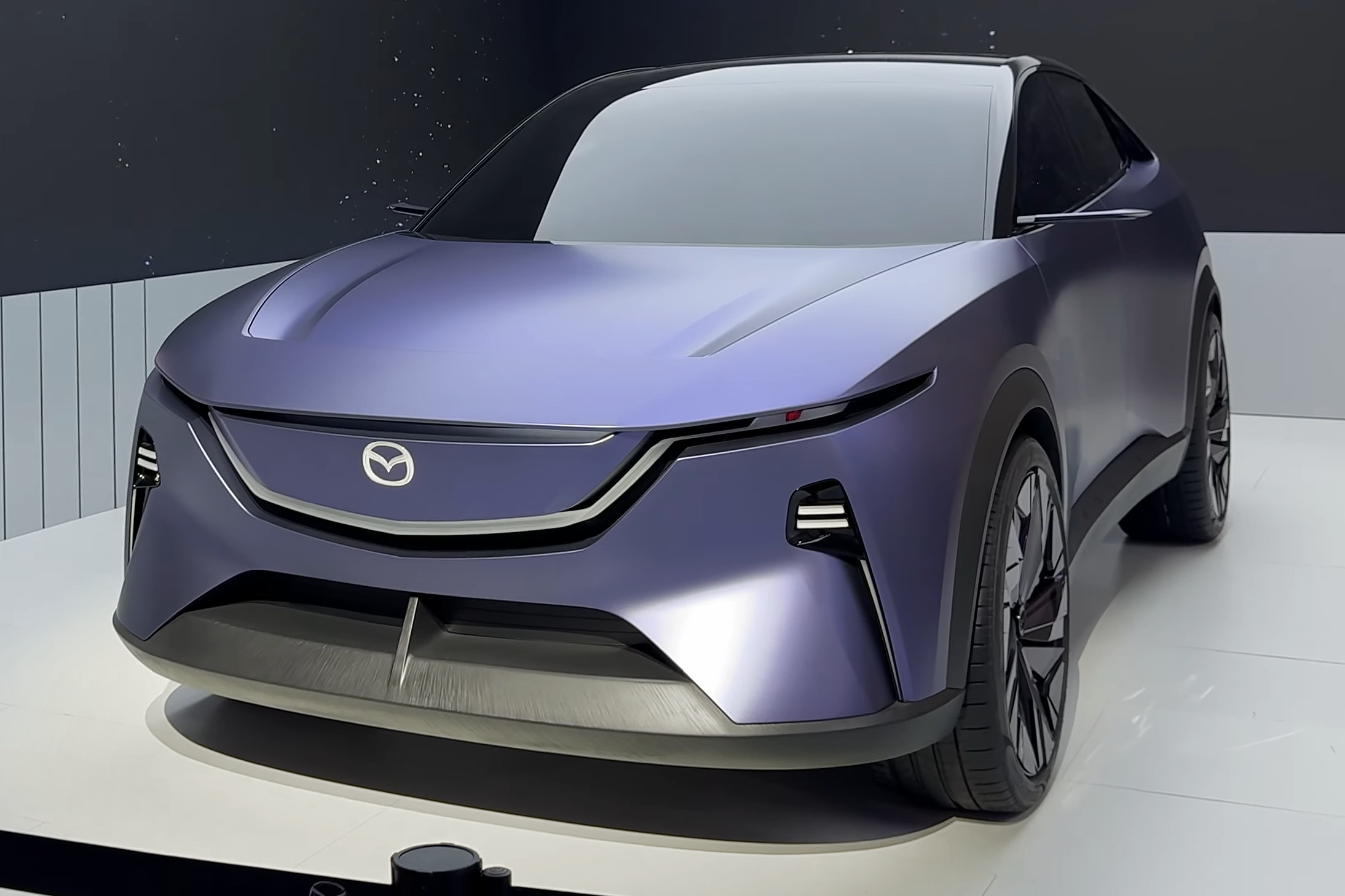
Le concept Mazda Arata

Le nom EZ-60 a été confirmé via un teaser publié sur le compte Weibo de Mazda le 31 mars 2025. Il a été dévoilé au salon Auto Shanghai 2025 et est actuellement livré aux concessions Chinoise, il sera prochainement disponible en Europe.
L'EZ-60 est l'un des deux véhicules électriques à batterie produits conjointement par Mazda et Chang'an, l'autre modèle étant la berline EZ-6.
La plate-forme EPA1 est commune aux deux modèles.
L'extérieur présente une calandre couleur carrosserie, un toit noir contrastant et des rétroviseurs latéraux avec caméras numériques en option.
Le tableau de bord est doté d'un écran large de 26,45 pouces et d'une résolution de 5K qui sert à la fois d'écran d'info-divertissement et de divertissement pour les passagers, il dispose de peu de commandes physiques. Il dispose d'un AR-HUD de 100 pouces et d'un système de son surround Dolby Atmos 7.1.4 à 23 haut-parleurs en option.
L'espace de chargement arrière offre 350 litres, étendu à 2036 litres lorsque les sièges arrière sont rabattus, il est complété par un coffre de 126 litres pour la versions tout électrique. Il est équipé de série de neuf airbags.

L'EZ-60 dispose d'une série de capteurs ADAS composée de cinq radars à ondes millimétriques, de cinq caméras haute définition et de 12 capteurs à ultrasons.

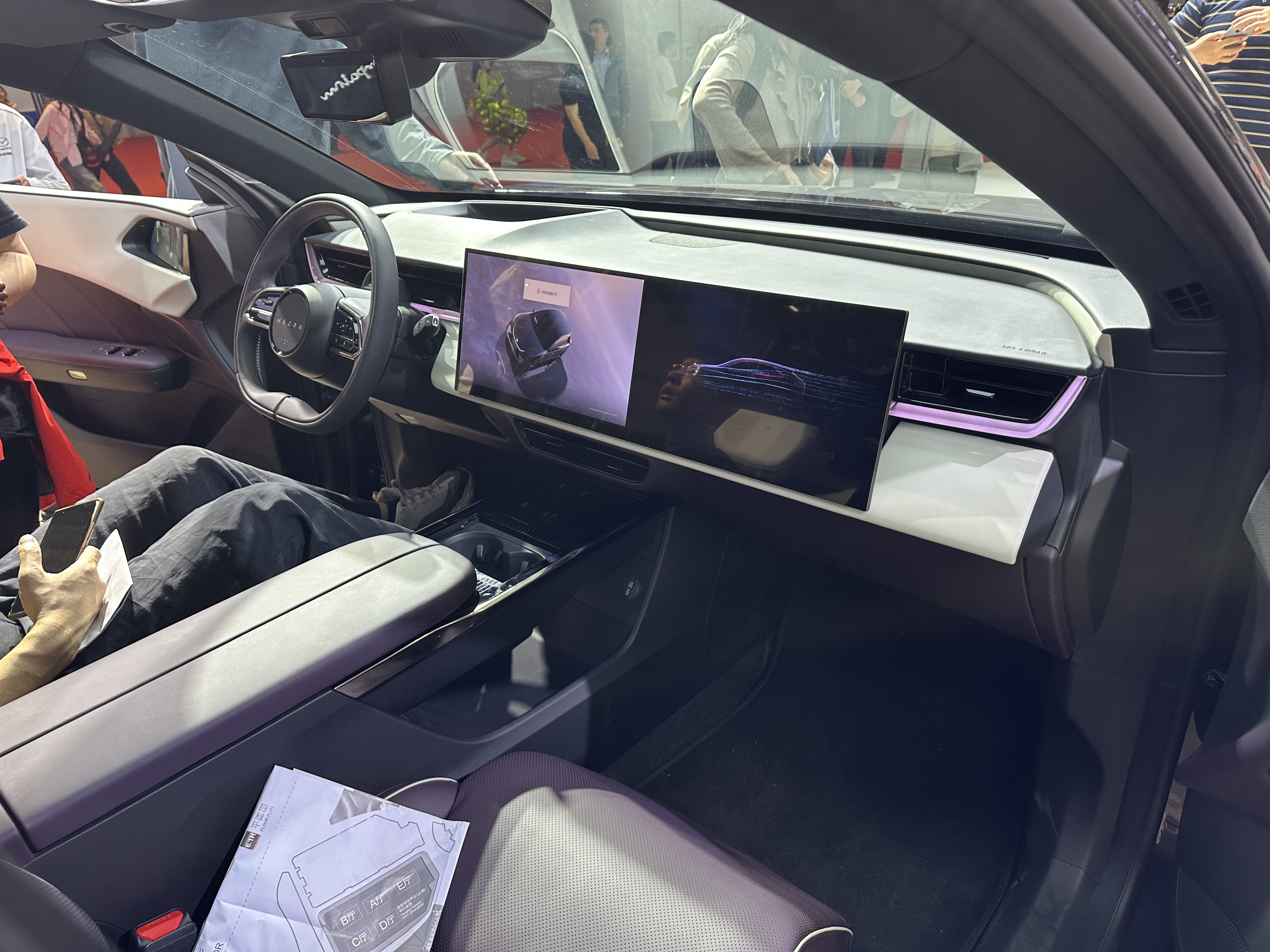
Intérieur
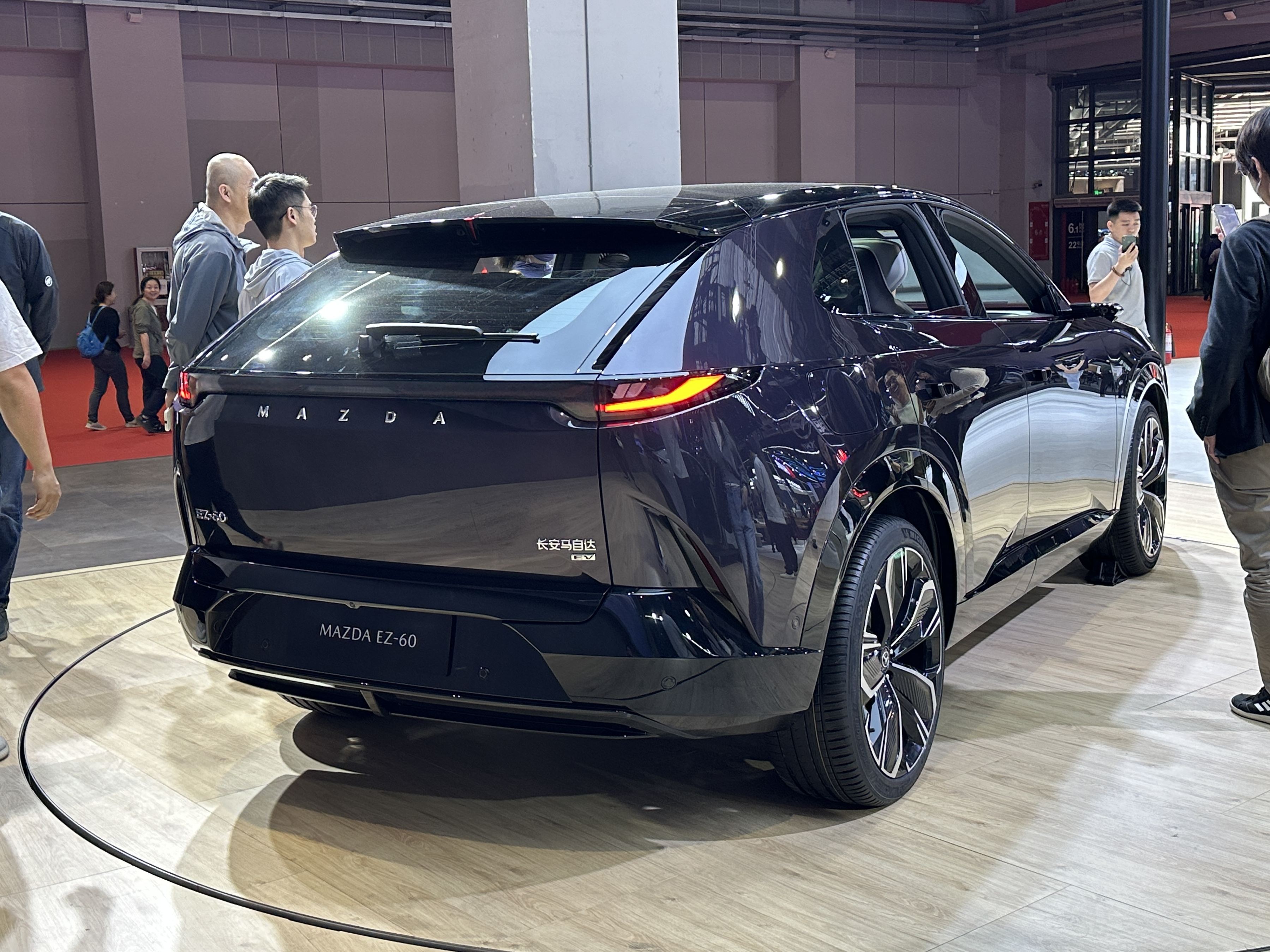
Arrière

## Groupe motopropulseur
L'EZ-60 devrait utiliser le même groupe motopropulseur que le Deepal S07, qui a la possibilité d'utiliser un moteur électrique de 258 ch.
Les modèles à prolongateur d'autonomie associent un moteur JL473QJ de 1,5 litre servant de générateur à un moteur de 100 ch,.
Le moteur électrique est placé à l'arrière pour les modèles EV et EREV.
L'EZ-60 devrait également utiliser les mêmes batteries que celles du Deepal S07.

## Ventes
Après l'ouverture des précommandes à Auto Shanghai le 23 avril, l'EZ-60 a reçu 10 060 commandes en 48 heures et a dépassé les 20 000 commandes le 16 mai,.